# Réseau bayésien dynamique

Réseau bayésien dynamique de 3 variables.

Un réseau bayésien dynamique ou temporel (souvent noté RBD, ou DBN pour Dynamic Bayesian Network) est un modèle statistique et stochastique qui étend la notion de réseau bayésien. À la différence de ces derniers, un réseau bayésien dynamique permet de représenter l'évolution des variables aléatoires en fonction d'une séquence discrète, par exemple des pas temporels. Le terme dynamique caractérise le système modélisé, et non le réseau qui lui ne change pas. 

## Intuition

Réseau bayésien de 3 variables qui évoluent sur 3 pas de temps (identiques).

Un réseau bayésien est un modèle graphique probabiliste qui, à partir de variables aléatoires structurées en un graphe orienté acyclique, permet de calculer des probabilités conditionnelles liées à ces variables. Les réseaux bayésiens dynamiques étendent ce processus en prenant en compte l'évolution des variables aléatoires, généralement dans le temps. 
Un exemple de réseau bayésien serait, dans le diagnostic médical, de déterminer la probabilité pour un patient d'avoir une maladie en fonction de ses symptômes. Ce système peut ensuite être rendu « dynamique » en y intégrant le fait que la probabilité d'être malade au temps t dépend également de la probabilité passée. Intuitivement, cela signifie que le risque évolue dans le temps. La variable modélisant le risque d'avoir une maladie donnée est dite dynamique, temporelle ou persistante.

Réseau bayésien dynamique simplifié. Les variables qui n'ont pas de dépendance dans le temps t-1 n'ont pas besoin d'être dédoublées (ici A). Elles sont par défaut défini dans le temps t. Elle reste cependant dynamique et les probabilités sur leurs affections évoluent dans le temps.

## Définition
Il convient de rappeler d'abord brièvement la définition d'un réseau bayésien : un réseau bayésien est un graphe orienté acyclique G = (V, E), avec V l'ensemble des nœuds et E l'ensemble des arcs reliant les nœuds. Une distribution de probabilité conditionnelle est associée à chaque nœud x, et la probabilité jointe factorisée sur l'ensemble de V est (avec pa(x) l'ensemble des parents de x) :
{\displaystyle \mathrm {P} (V)=\prod _{x\in V}\mathrm {P} {\big (}x\,{\big |}\,\operatorname {pa} (x){\big )}}
Formellement, un réseau bayésien dynamique se définit comme un couple {\displaystyle (B_{1},B_{2d}}). {\displaystyle B_{1}} est un réseau bayésien classique représentant la distribution a priori (ou initiale) des variables aléatoires ; dit plus intuitivement, il s'agit du temps 0. {\displaystyle B_{2d}} est un réseau bayésien dynamique a deux pas de temps décrivant la transition du pas de temps t-1 au pas de temps t, c'est-à-dire {\displaystyle P(x_{t}\,{\big |}\,x_{t-1})} pour tout nœud x appartenant à V, dans un graphe orienté acyclique G=(V, E) comme introduit plus haut. La probabilité jointe d'un pas de temps s'écrit alors, :
{\displaystyle P(V_{t}\,{\big |}\,V_{t-1})=\prod _{x\in V}P(x_{t}\,{\big |}\,\operatorname {pa} (x_{t}))\,}
Les parents d'un nœud, notés {\displaystyle \operatorname {pa} (x_{t})}, peuvent ainsi être soit un parent direct dans le réseau au temps t, soit un parent direct au temps t-1.
La loi de probabilité jointe factorisée se calcule en « déroulant » le réseau sur la séquence temporelle, à condition de connaître sa longueur, que l'on va noter ici T. Formellement, si {\displaystyle P(V_{0})} est la probabilité jointe du réseau initial {\displaystyle B_{1}}, donc au pas de temps 0, on peut écrire, :
{\displaystyle P(V_{0:T})=P(V_{0})\times P(V_{1:T})=\prod _{x\in V}P(x_{0}\,{\big |}\,\operatorname {pa} (x_{0}))\times \prod _{t=1}^{T}\prod _{x\in V}P(x_{t}\,{\big |}\,\operatorname {pa} (x_{t}))}
Un réseau bayésien dynamique respecte ainsi la propriété de Markov, qui exprime que les distributions conditionnelles au temps t ne dépendent que de l'état au temps t-1 dans un processus stochastique. Les réseaux bayésiens dynamiques sont une généralisation des modèles probabilistes de séries temporelles de type modèle de Markov caché, filtre de Kalman...